# Sérgio Faife Matsolo
Sérgio Faife Matsolo (ur. 26 kwietnia 1970 w Maputo) – mozambicki piłkarz grający na pozycji obrońcy.

## Kariera klubowa
W swojej karierze piłkarskiej Faife grał w klubach GD Maputo, CD Costa do Sol, Ferroviário Maputo i Ferroviário Nampula].

## Kariera reprezentacyjna
W reprezentacji Mozambiku Faife zadebiutował w 1991 roku. W 1996 roku został powołany do kadry na Puchar Narodów Afryki 1996. Rozegrał na nim trzy mecze: z Tunezją (1:1), z Wybrzeżem Kości Słoniowej (0:1) i z Ghaną (0:2). Z kolei w 1998 roku był w kadrze Mozambiku na Puchar Narodów Afryki 1998, jednak nie rozegrał na nim żadnego meczu. W kadrze narodowej występował do 2008 roku. Rozegrał w niej 55 meczów i strzelił 5 goli.